# 삿포로 맥주 박물관
삿포로 맥주 박물관(일본어: サッポロビール博物館 サッポロビールはくぶつかん[*])는 홋카이도 삿포로시 히가시구 삿포로 가든 파크 내에 위치한 박물관이다. 일본에서 유일한 맥주 박물관이며, 홋카이도 유산의 하나로도 지정되어 있다. 1987년 7월 개관하였다. 원래는 1890년 삿포로 제당 회사 공장으로 지어진 붉은 벽돌 건물을 이용한 것이며, 건물에는 삿포로 맥주 정원이 병설되어 있다.
삿포로맥주의 역사와 원료, 제조 공정 등을 이해하기 쉽게 영상으로 전시해 놓은 박물관이다. 삿포로 맥주의 역사는 1876년 독일 베를린에서 맥주를 만드는 방법을 배우고 돌아온 나카가와 세이베이를 통해 이곳에 양조장이 들어서면서부터 시작되었다.

## 역사
삿포로 맥주는 일본의 메이지 시대에 초빙된 오야토이 가이코쿠진(고용 외국인)인 윌리엄 S. 클라크로부터 시작됐다. 윌리엄 클라크는 메사추세츠 농업대학의 총장이었는데, 일본 농업의 근대화를 위해 일본으로 건너오게 된다. 그는 홋카이도에 체류하는 동안 사탕무 재배를 위해 노력했다.

## 사진

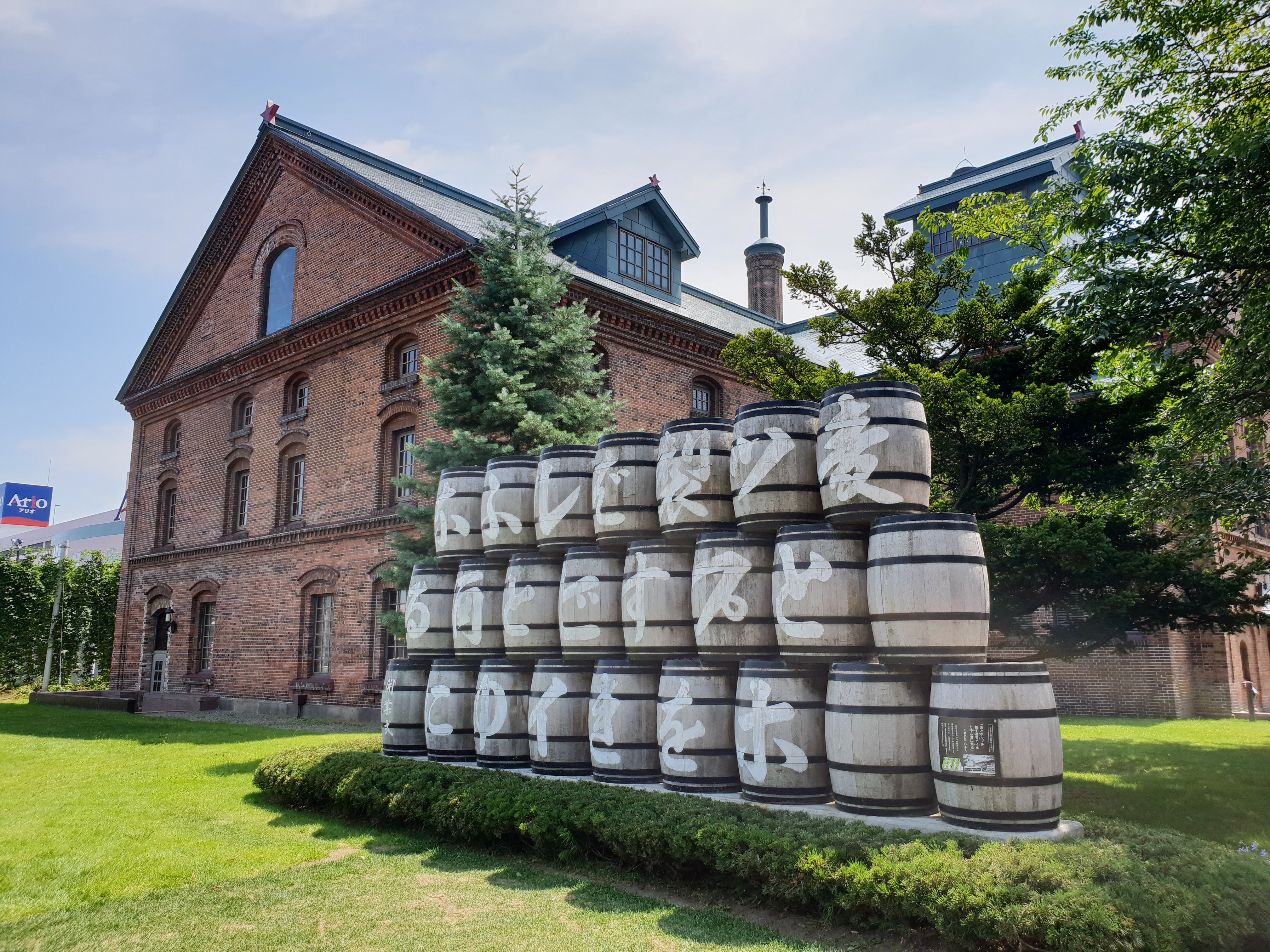
삿포로 맥주 박물관의 맥주통 조형물

## 같이 보기
- (일본어) 삿포로 맥주 주식회사의 박물관 소개